# Un lugar común
Un lugar común es una película española de drama de 2024, dirigida por Celia Giraldo, quien la coescribió con Bianca Franceza Omonte. Está protagonizada por Eva Llorach. Tuvo su estreno mundial en el D'A Film Festival el 7 de abril de 2024, y luego se estrenó en cines españoles el 14 de agosto de 2024, con distribución de Alfa Pictures.

## Trama
Pilar (Eva Llorach) es una madre entregada y la enfermera más respetada de la clínica donde trabaja. O al menos eso piensa ella hasta el día que, de pronto, es despedida. Desubicada ante ese repentino vacío, se aferra desesperadamente a lo que siempre ha hecho: cuidar a su familia. Pero en esta deriva, a ratos torpe e incómoda, descubrirá que quizás puede explorar y encontrar una nueva Pilar.

## Reparto
- Eva Llorach como Pilar
- Mia Sala-Patau
- Fèlix Pons
- Teo Soler
- Jordina Sala
- Marta Aguilar
- Aina Clotet

## Producción
La idea de Un lugar común fue concebida por la directora, Celia Giraldo, en el programa Ópera Prima de la ESCAC, justo después de graduarse de la universidad. El concepto nació ante la necesidad de Giraldo de explorar una crisis de identidad desde un tono expresivo e irónico. El rodaje de la película tuvo lugar en 2022 en varias localizaciones de Cataluña, tales como Barcelona, El Prat de Llobregat, Olivella, Igualada, Hospitalet de Llobregat, Sabadell y Sant Fost de Campsentelles. Alrededor de 2023, se empezó a desvela que la cinta estaba protagonizada por Eva Llorach.

## Lanzamiento y marketing
En febrero de 2024, se anunció que Un lugar común tendría su estreno mundial en el D'A Film Festival de Barcelona el 7 de abril de 2024. En junio de 2024, la distribuidora Alfa Pictures lanzó el tráiler de la película y programó su estreno para el 16 de agosto de 2024. Alrededor de julio de 2024, el estreno de la cinta se adelantó del 16 al 14 de agosto de 2024.

## Premios y reconocimientos
- 2024 Premio Igualdad en el Festival de Cine Ópera Prima de Tudela, otorgado por la Concejalía de Bienestar social, Mujer e Igualdad del Ayuntamiento de Tudela.[10]